# Masaru Furukawa
Masaru Furukawa, född 6 januari 1936 i Hashimoto, Wakayama, död 21 november 1993, var en japansk simmare.
Furukawa blev olympisk guldmedaljör på 200 meter bröstsim vid sommarspelen 1956 i Melbourne.